# Manoir de Rouessé
 (mars 2025).
Motif : Absence de sources centrées / suite Brozouf
- Archive Wikiwix
- Bing
- Cairn
- DuckDuckGo
- E. Universalis
- Gallica
- Google
- G. Books
- G. News
- G. Scholar
- Persée
- Qwant
- (zh) Baidu
- (ru) Yandex
- (wd) trouver des œuvres sur Wikidata

| 1. | Préciser le motif de la pose du bandeau. | Précisez le motif de la pose du bandeau en utilisant la syntaxe suivante : {{admissibilité à vérifier\|date=juillet 2025\|motif=remplacez ce texte par le motif}}                      |
| 2. | Informer les utilisateurs concernés.     | Pensez à avertir le créateur de l'article, par exemple, en insérant le code ci-dessous sur sa page de discussion : {{subst:avertissement admissibilité à vérifier\|Manoir de Rouessé}} |

Le Manoir de Rouessé à Laval est un manoir en Mayenne. Il était auparavant sur la commune de Grenoux, annexé à Laval en 1863. Il est désormais au cœur du quartier pavillonnaire du Bourny datant des années 1970. Le manoir est aujourd'hui transformé en chambres d'hôtes

## Désignation
- G. de Roisseio, G. de Rossoessico, v. 1110 (Cartulaire du Ronceray, p. 224, 225).
- Dominus de Roisseo, v. 1150 (Cartulaire de la Couture, p. 223).
- Vinea que est apud Russeium, 1162 (Cartulaire de la Couture, p. 73).
- G. de Roseio, XIIe siècle (Cartulaire du Ronceray, p. 238).
- Le bourg de Rouessé en Grenoux, 1585 (Archives départementales de la Mayenne, Prieuré d'Avénières).
- Rouessé, château, chapelle non fondée (Jaillot).
- Rouessé, château, village (Cassini).

## Préhistoire
Plusieurs haches en bronze, trouvées (1883) dans la carrière, sont déposées au Musée des Sciences de Laval.

## Histoire
Le château à motte du Rouessé est construit vers 1100 par Geoffroy de Rouessé, vassal de la famille de Saint-Berthevin. D'abord en bois, il est reconstruit en pierre en 1622. C'était un fief mouvant de Saint-Berthevin. Il y a, en 1442 : « motte, murailles, hébergement, douves, vivier, chesnaye, vignes, plesses, faux, meurgiers à connils, fuye. » En relèvent : Aligné, la Grigonnière, la Lorière.
En 1458, le seigneur énumère sa description dans son aveu. Un château plus moderne est écrit avec ses dépendances par Claude de Meaulne, en 1622Cette description est complétée par l'aveu de 1648.
C'est seulement au XVe siècle, après la guerre de Cent Ans, que le manoir émerge. René de Meaulnes, lieutenant royal, en est l'instigateur.
Deux personnages ont marqué l'histoire du manoir:
- Urbain de Meaulnes, au XVIIe siècle. Très actif sur le territoire français, il obtient une importante rente financière après la bataille de la Rochelle. Il entreprend de nombreux travaux d'architecture style Louis XIII au manoir, mêlant fenêtres à bossage harpé, fronton triangulaire et corniche à modillon[8].
- Claude de Meaulnes, 1720. Alors qu'à la mort de son père, la charge de seigneur du manoir lui revient de droit, il décide de la diviser avec ses frères et sœurs[9].

Au cours de la période révolutionnaire (1789-1799), l'ensemble des biens du manoir de Rouessé sont saisis et estimés. La famille est considérée comme « émigrée » et proche des contre-révolutionnaires.
Le manoir de Rouessé conserve aujourd'hui un étonnant style architectural Louis XIII inspiré de la Renaissance (toiture pentue, larges fenêtres, jambage et meneaux de pierre, etc.). Il a fait l'objet de travaux d'agrandissement aux XVIIe et XVIIIe siècles.
Le manoir est classé au titre des monuments historiques par arrêté du 23 octobre 1989 et inscrit par arrêté du 10 février 1987.

## Industrie
Un four à chaux était présent en 1622 et mentionné encore postérieurement . Il y avait aussi une carrière de marbre rose pâle, qui n'a été supprimé qu'au milieu du XIXe siècle.
Les sous-sol du futur quartier du Bourny sont riches en calcaire et en marbre rose : caractéristique qui marquera l'histoire du territoire jusqu'à nos jours. Ainsi, dès le XVIIe siècle, les propriétaires du manoir de Rouessé exploitent une carrière dont la pierre alimente un unique four à chaux domestique utilisé pour la construction et l'entretien des bâtiments du domaine. Au début du XIXe siècle, la zone possède au moins quatre carrières de petite taille.
Le 6 mai 1837, Pierre-Jacques Gerbault (1827-1878), future maire de Saint-Berthevin, demande l'autorisation d'ouvrir une carrière, dîte "Carrière Nord"' dans le champ de la Goumétrie afin de fournir en pierres les différents fours à chaux des alentours. En 1844, il demande à la préfecture de construire les premiers fours à chaux dans un champ dépendant de la closerie du Bourny. En 1852, Pierre-Jacques Gerbault demande à ouvrir une nouvelle carrière plus au sud pour répondre à la hausse de la demande de la chaux. L'Usine du Bourny est officiellement fondée en 1858 et la construction des quatre fours se termine en 1874. Avec l'arrivée de la machine à vapeur, les Gerbault perfectionnent leurs fours pour une cuisson permanente de 1 000 °C. Alain Gerbault, petit-fils de Pierre-Jacques Gerbault, naît dans cette famille aisée spécialisée dans l'exploitation des four à chaux en 1893. Célèbre skipper, il est le premier navigateur à traverser l'Atlantique à la voile en solitaire d'Est en Ouest, ainsi que le premier Français à achever un tour du monde en solitaire à la voile. Il s'installe quelques années dans le manoir de Rouessé, propriété de sa famille.

## Seigneurs

### Famille de Rouèssé
- Geoffroy de Rouessé, témoin d'une charte d'Avénières, vers 1110.
- Garnier de Rouessé, débiteur d'un cens de 4 deniers au prieuré d'Avénières, XIIe siècle
- Jean de Rouessé, mari de Julienne, veuve du seigneur de Cornesse, d'où : Jamet de Rouèssé.

### Famille de Mathefelon

Armes de la famille de Mathefelon

- Ce dernier, père de Jeanne, qui épousa en 1302, Juhel de Mathefelon, fils de Foulques de Mathefelon, seigneur d'Assé-le-Boisne et de Montflours.
- Thibault de Mathefelon, mari de Macée de la Ferrière, 1323, 1330.
- Juhel de Mathefelon, 1343, 1365.
- Jean de Mathefelon, seigneur du Châtelier (Saint-Berthevin), 1388.
- Juhel de Mathefelon épouse, le 16 février 1394, Jeanne Le Cornu, fille de Jean, seigneur de La Barbottière et de Jeanne Haberde, et meurt en Hongrie, 1397.
- Jean de Mathefelon, 1405, 1458.
- Jean de Mathefelon, fils de Juhel, engage Rouessé pour 530 écus à Catherine Bouschet, femme d'Antoine Coulonneau, le 24 avril 1490.

### Famille de Meaulne

Armes de la famille de Meaulne.

- Simone de Meaulne, fille de Guillaume de Meaulne, seigneur de la Bouillère, veuve de Mathurin des Vaux et de Jean Hatry, par retrait lignager du 16 juin 1493. Elle vivait en 1531.
- René de Meaulne, petit-neveu de la précédente, 1545.

- -     -       - René I de Meaulne, seigneur de Rouessé, lieutenant pour le roi au gouvernement de Laval puis gouverneur de Laval de 1570 à 1579, fait chevalier de l'ordre du roi par le roi Charles IX. Il épouse Hardouine Hardy de La Roche, fait baptiser un fils en 1562, est chevalier de l'ordre, 1575, 1598. Antoinette de Meaulne, fille de René de Meaulne et d'Hardie de la Roche, épouse, en 1573, Lancelot de la Matraie. René de Meaulne devait pour emprunt une rente de 450 ₶ à René Dreux, procureur général à la Chambre des comptes. Claude de Maulne, son fils, demande un délai et une nouvelle constitution, 21 février 1608.
        - Claude de Meaulne, 1er marquis de Lancheneil, gentilhomme de la chambre du Roi en 1586. Il épouse Louise de La Haye de Brissarthe. Il est l'auteur de la branche de Lancheneil, maintenue noble en 1666. Il rend aveu, 1622.
          - Urbain de Meaulne, 2e marquis de Lancheneil, baron de Rouessé, Grand maître des eaux et forêts royales des provinces du Maine, de l'Anjou et Touraine. Le 20 mai 1628 au Mans, il épouse Marie Amelon. Il demeure au château qu'il renouvela probablement, 1624, achète en 1632, du sieur du Plessis-Perrot, la charge de grand maître enquêteur et de réformateur général des eaux et forêts de France, et est enterré dans l'église de Grenoux en 1666, dix ans avant sa femme (7 juillet 1676).
            - Claude de Meaulne ( - 17 mai 1693 à Ancenis), 3e marquis de Lancheneil, seigneur de Rouessé, de Bains, de La Girardière, de Monchevrier et d'Astillé. Il épouse en 1667 Marie Julie Judith Le Gallègre, dame du Bois-Benoît (Une plaque funéraire du cœur de Claude de Meulne est conservée dans l'église d'Astillé[12]). Il avait pour puînés : Renée, femme de Gabriel de Carion ; Anne, qui épousa en 1676 Jean-Baptiste du Feu ; François, marié à Ballots, en 1674, avec Marie-Élisabeth Hullin. Il eut pour femme Judith-Marie de Gallègre et mourut à Ancenis le 17 mai 1693.
              - Julien-René de Meaulne, fils puîné du précédent, épouse à Château-Gontier, en 1724, Renée Sourdille et meurt âgé de 66 ans, 1748.
                - René de Meaulne épouse, au mois de février 1743, Jeanne-Andrée-Françoise Coustard de Souvré, veuve en 1752 et morte au château de Lancheneil en 1793.
                  - Claude de Meaulne, seigneur de Rouessé, passe contrat de mariage le 26 novembre 1746, avec Jeanne Duchemin, veuve de Mathurin de la Couperie

### Famille de Preaulx

Armes de la famille de Preaulx

- Joseph-François-de-Paule de Preaulx, marquis de Preaulx, époux de Marthe de Meaulne, fille unique, morte en 1791 ; le dernier seigneur de Rouessé est décédé à Versailles en 1802.
- Charles de Preaulx, de La Guerche-de-Bretagne, vend Rouessé à Pierre Gerbault[13], chaufournier, en 1858, pour 175.650 francs.

### Site
- Manoir de Rouessé

### Liens
- Ressource relative à l'architecture :   - Mérimée

## Source
« Manoir de Rouessé », dans Alphonse-Victor Angot et Ferdinand Gaugain, Dictionnaire historique, topographique et biographique de la Mayenne, Laval, A. Goupil, 1900-1910 [détail des éditions] (BNF 34106789, présentation en ligne)